# Powergamer
Als Powergamer (PG) wird unter Rollenspielern ein Typ von Spieler bezeichnet, der versucht seinen Spielercharakter so mächtig wie möglich zu machen. Er ist vor allem in Online-Rollenspielen wie Ultima Online und World of Warcraft verbreitet. Die Bezeichnung wird häufig abschätzig und beleidigend benutzt, in dieser pejorativen Form auch unter dem Synonym Munchkin.
In Computerspielen, die nicht vom Rollenspiel beeinflusst sind (v. a. Egoshooter, z. B. Counterstrike), wird der Begriff meist für eine im Spiel erfahrene und überlegene Person verwendet und ist positiv belegt.

## Typologie
Nach der GNS-Theorie gibt es im Rollenspiel mehrere Spielstile, z. B. den simulationistischen, bei dem es darum geht eine Welt möglichst realistisch zu simulieren. Ein anderer ist der erzählende Stil, wo die persönliche Entwicklung der Charaktere und das Erleben einer spannenden Geschichte im Vordergrund stehen. Der problemlösende Stil dagegen setzt auf das Überwinden von Herausforderungen (z. B. in dem man Gegner ausschaltet) und daher auf möglichst starke Spielercharaktere. Da die einzelnen Stile Extrembeispiele sind, findet sich in den meisten Rollenspielgruppen eine Mischung aus den drei Stilen wieder. Spieler, die jedoch stark dem problemlösenden Stil anhängen, werden auch als Powergamer bezeichnet. Sie versuchen ihre Spielercharaktere zu maximieren und die bestmögliche Ausrüstung zu erlangen. Ein Mittel der Wahl ist dabei das Auslegen der Regeln zum eigenen Nutzen oder das Ausnutzen von Lücken im Regelwerk. Auch werden Schwächen der Charaktere nicht ausgespielt.
Bei Online-Rollenspielen versuchen Powergamer auch häufig, bestimmte Bugs, also Fehler in der Systemprogrammierung, ausfindig zu machen, und diese für sich zu nutzen. Wenn das „Powergaming“ beginnt Regeln zu brechen und nicht sie bloß zu biegen, also offen zu schummeln, nennt man die so spielenden Powergamer auch Munchkin. Dies wird auch in einem gleichnamigen Kartenspiel parodiert.

## Beispiele
Aus dem Rollenspiel Das Schwarze Auge:
- Laut dem DSA-Regelwerk kann eine Hexe ein persönliches Stück Holz mit einer speziellen Hexensalbe bestreichen und so flugfähig machen. Am glaubwürdigsten ist dabei der bekannte Hexenbesen. Bekannt sind jedoch auch Fälle, in denen Spieler darauf bestanden, dass ihre Hexe einen speziellen Hartholzharnisch mit Hexensalbe bestreichen dürfe, der ihr beim Tragen einen relativ großen Rüstungsschutz geben würde.

Aus dem Rollenspiel Dungeons and Dragons, 3. Edition:
- Ein oft zitiertes Paradebeispiel für Regelmissbrauch ist der „Bag-o-Rats Fighter“. Der Charakter lässt zu Beginn eines Kampfes einen Sack voll Ratten fallen, tötet diese mit einem sog. Wirbelwindangriff, und erhält dank eines weiteren Talents (Great Cleave) für jede getötete Ratte einen freien Angriff gegen jeden weiteren Gegner in Reichweite. Diese Methode entsprach den Buchstaben der Regeln, aber nicht ihrem Geiste. Diese Regellücke wurde in D&D 3.5 durch Änderung des Wirbelwindangriffes geschlossen.

Aus dem Rollenspiel Shadowrun:
- In früheren Editionen dieses Systems war es regeltechnisch unmöglich, durch eine einzige Schadensquelle sofort zu sterben; es blieb in jedem Fall noch Zeit für Rettungsmaßnahmen. Technisch gesehen konnte man z. B. inmitten einer großen Ansammlung von Gegnern mit mehreren Kilogramm Plastiksprengstoff eine gewaltige Explosion auslösen, die Gegner somit auslöschen, und dann den eigenen, tödlich verwundeten Charakter vom (vorerst in Deckung gebliebenen) Zauberer des Teams bequem magisch heilen lassen.

Aus dem Online-Rollenspiel Ultima Online:
- Das Umgehen der maximalen Tragkraft eines Avatars, in dem man eine Last nicht in den Rucksack legt, sondern sie mit dem Cursor auf dem Boden nahe dem Avatar hinter ihm her zieht (sog. „Frogging“, auf vielen Servern mittlerweile behoben).
- Das Schmieden von Dolchen, um die Schmiede-Fähigkeiten eines Avatars möglichst schnell hochzutreiben. Da ein Dolch erheblich weniger Metallbarren erfordert als zum Beispiel ein Schwert, können Powergamer mit zum Beispiel 100 Metallbarren erheblich mehr Dolche als Schwerter produzieren. Da die Engine aber nur die geschmiedeten Gegenstände zählt, und nicht den nötigen Aufwand, steigert sie die Schmiede-Fähigkeit erheblich schneller (ebenfalls auf vielen Servern behoben).